# Habrochroma ectophaea
Habrochroma ectophaea är en fjärilsart som beskrevs av George Francis Hampson 1900. Habrochroma ectophaea ingår i släktet Habrochroma och familjen björnspinnare. Inga underarter finns listade i Catalogue of Life.